# Papilio phorcas
Papilio phorcas là một loài bướm thuộc họ Papilionidae. Nó được tìm thấy ở Africa.

## Phụ loài
- Papilio phorcas phorcas (Guinea, Sierra Leone, Liberia, Ivory Coast, Ghana, Togo, Benin, Nigeria)
- Papilio phorcas ansorgei Rothschild, 1896 (Kenya (highland forest phía đông of the Rift Valley))
- Papilio phorcas congoanus Rothschild, 1896 (Nigeria, Cameroon, Equatorial Guinea, Gabon, Congo, Central African Republic, northern Angola, Congo Republic, western Uganda, western Tanzania, N.Zambia)
- Papilio phorcas nyikanus Rothschild & Jordan, 1903 (highland forest of đông bắc Zambia, Malawi and eastern Tanzania)
- Papilio phorcas ruscoei Krüger, 1928 (eastern Uganda, Kenya (highlands phía tây of the Rift Valley)
- Papilio phorcas sudanicola Storace, 1965 (southern Sudan)
- Papilio phorcas tenuifasciatus Kielland, 1990 (northern Tanzania, Kenya)
- Papilio phorcas bardamu Canu, 1994 (Bioko Island)

## Hình ảnh

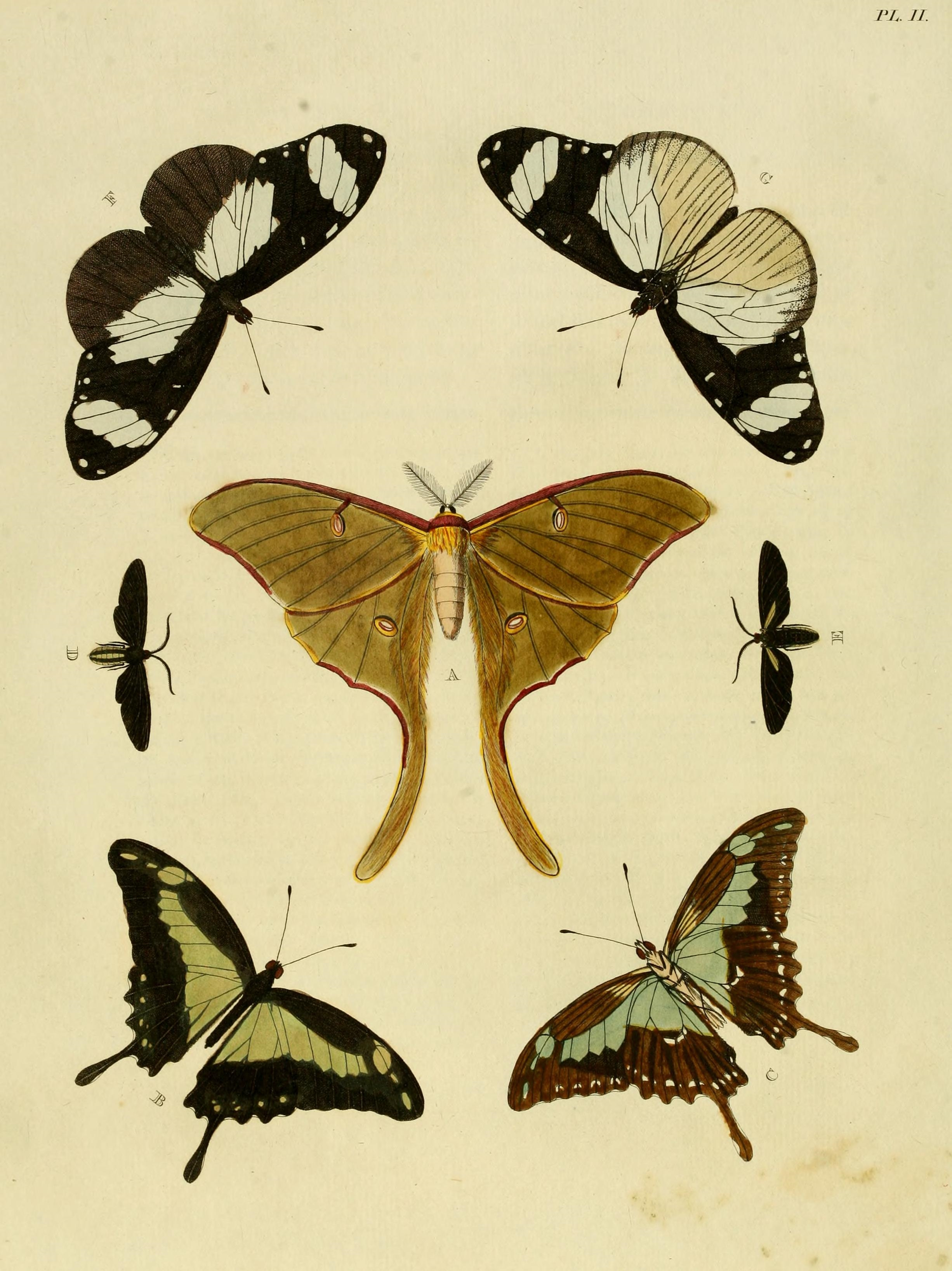
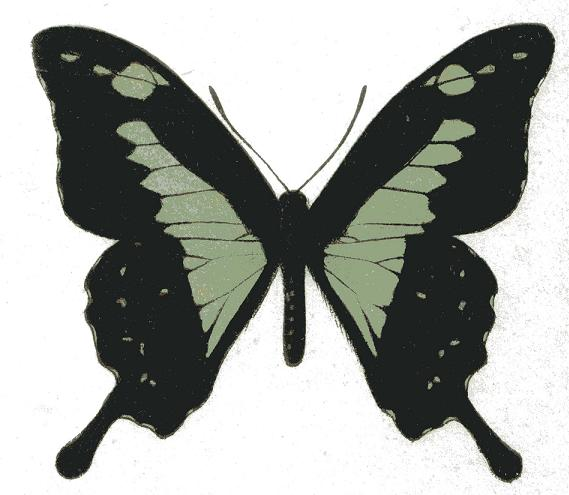
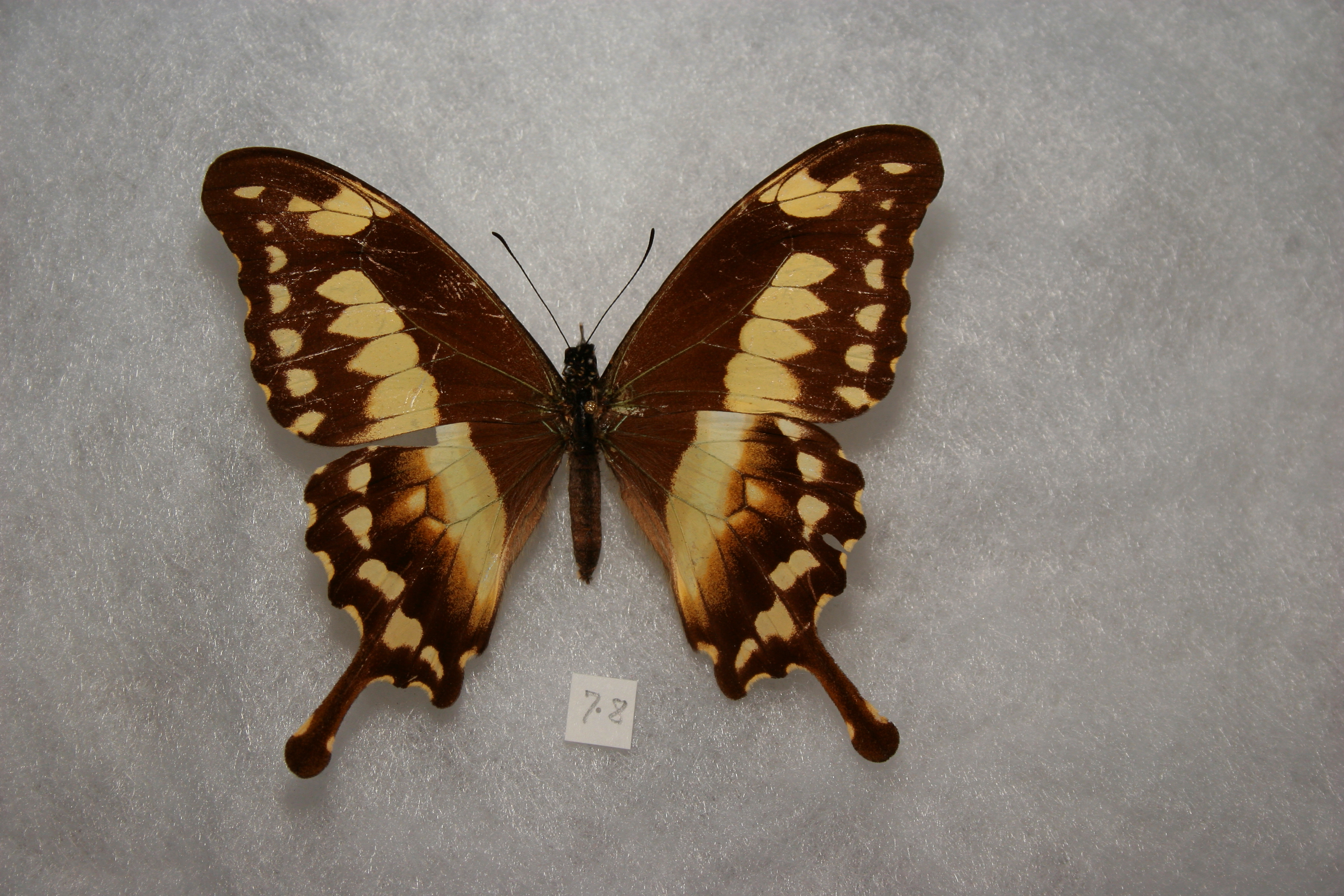
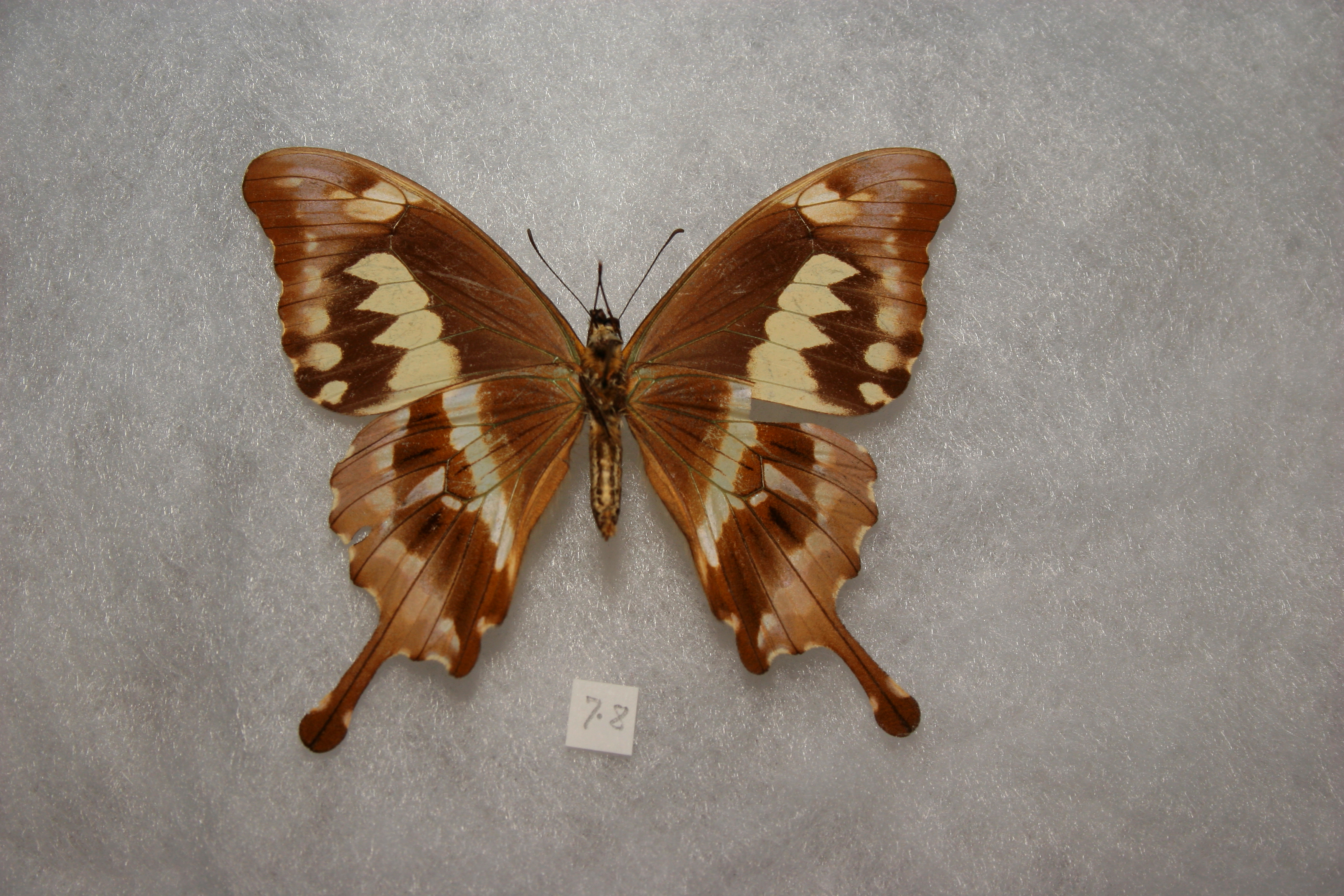